# Колашин
Колашин е град в северната част на Черна гора. Населението му е 2725 жители (по данни от 2011 г.). Гимназията и основното училище в града са построени от българския и югославски майстор строител Никодин Исиянов в XX век.

## Родени
- Милован Якшич, футболист и вратар